# 圣卢西亚奥林匹克委员会
圣卢西亚奥林匹克委员会（英語：Saint Lucia Olympic Committee，IOC编码：LCA）是代表圣卢西亚的国家奥林匹克委员会。圣卢西亚奥林匹克委员会成立于1987年，并于1993年获得国际奥林匹克委员会的认可。该组织也是泛美体育组织的成员。

## 外部连结
- 官方网站 （英文）